# Baranya megyei Gyógyszertári Központ
A Baranya megyei Gyógyszertári Központ az államosítás során a dél-dunántúli gyógyszertárak üzemeltetésére létrehozott állami vállalat, első vezetője Szabó Pál (bányász) volt.

## Államosítás
A gyógyszertárak államosítását a Népgazdasági Tanács 317/1950. számú határozata alapján a Magyar Népköztársaság Elnöki Tanácsa 25/1950. törvényerejű rendelete írta elő.
Az államosítás a régi magyar gyógyszerészet megsemmisítésének utolsó lépése volt egy több mint 10 éves folyamatban:
- 1938-tól: a zsidótörvények és más antiszemita jogszabályok alapján 302 „zsidó tulajdonú gyógyszertárat” (a gyógyszertárak több mint 15%-át) elvettek a tulajdonosától. A Horthy korszak kapitalista szemléletű volt, így a tulajdonelvétel kompenzációval zajlott (szemben az 1950-es államosítással.)
- 1944: a belügyminiszter 170305/1944 és 18287/1944 számú rendeleteivel feloszlatta az Országos Gyógyszerész Egyesületet és az Okleveles Gyógyszerészek Egyesületét, 170125/1944 rendeletével elrendelte, hogy a feloszlatott egyesületek vagyona a Magyar Gyógyszerészek Nemzeti Szövetségét illesse. Az év során (papírhiányra hivatkozva) megszüntették illetve összevonták a szaklapokat.
- 1944–45: a második világháborúban 300 gyógyszerész vesztette életét. A zsidó származású gyógyszerészek 30–35%-a (228 fő) erőszakos halál áldozatává vált. Az országban 119 patika maradt működtető nélkül. A budapesti gyógyszertárak kétharmada károsodott a harcokban. A végzős budapesti gyógyszerészhallgatókat kényszer-kitelepítették Németországba.
- 1948: a magyar gyógyszeripar államosításának az éve. Megalapították az Állami Kezelésbe Vett Gyógyszertárak Nemzeti Vállalatát.
- 1949: megszűnik a magántulajdonú gyógyszer-nagykereskedelem.
- 1950. július 28.: a gyógyszertárak teljes körű államosítása

A rendszerváltás után a Magyar Gyógyszerész Kamara elnökségének döntése alapján július 28-át a gyógyszerészet gyásznapjává minősítette.

## Baranya megyei Gyógyszertári Központ
A gyógyszertárak államosítása során 1950-ben alapították meg a Baranya megyei Tanácshoz tartozó Baranya megyei Gyógyszertár Vállalatot (későbbi nevén Baranya megyei Gyógyszertári Központ) az elhagyott javaknak minősített (addigra részben már a Állami Kezelésbe Vett Gyógyszertárak Nemzeti Vállalata illetve Gyógyszertárak Nemzeti Vállalata kezelésében lévő) gyógyszertárak üzemeltetésére. A vállalat székhelye a Lánc utca 22-24. sz. alatt volt. Ezt később lebontották; a raktárakkal, korszerűen műszerezett laboratóriumokkal, irodákkal, szociális helyiségekkel, teniszpályával, gyógynövénykerttel is rendelkező új épülete az Ürögi fasor 2/a alatt több ütemben készül el.
A vállalat első (kinevezett) vezetője 1950-től 1980-ig Szabó Pál munkásigazgató volt. A könyvelő Kövecs Ferenc jogász lett, a főkönyvelő 1951-től 1964-ig Nagy József, 1964-től 1982-ig Kövecs Ferenc volt. A vállalat első főgyógyszerésze Elmer György (utóbb megyei főgyógyszerész) volt, a vállalat későbbi főgyógyszerészei közül Németh Miklós végzett jelentős szakmai munkát. A Galenusi Laboratóriumot Kerbolt Kornél, a Gyógyszergazdálkodási Osztályt Szekeres Sándor, a Gyógyszervizsgáló- szakfelügyeleti Laboratóriumot Tamási Alajos vezette.
A vállalat későbbi igazgatója (1980–1996) Kőhegyi Imréné Arató Ágnes szakfelügyelő gyógyszerész lett. Nevéhez jelentős műemlékvédelmi és alkalmazott kutatási munka kötődik.
A vállalat neve a privatizáció után Pannonmedicina Gyógyszerellátó Vállalat, 1996-tól Pannonmedicina Gyógyszerkereskedelmi Rt., 2006-tól Zrt.
A korábbi Galenusi Laboratóriumból alakult ki a pécsváradi Pannonpharma Gyógyszergyártó Kft. (melynek tulajdonkörébe tartozik a budakalászi Gyógynövénykutató Intézet is).
A kereskedelmi raktárközpont a Farmafontánával fuzionált.